# Boreas Soya
Die Boreas Soya (japanisch ボレアース宗谷) ist ein 2003 in Dienst gestelltes Fährschiff der japanischen Reederei Heartland Ferry. Sie steht auf der Strecke von Wakkanai nach Rishirifuji und Rebun im Einsatz.

## Geschichte
Die Boreas Soya wurde am 17. Juni 2002 unter der Baunummer 680 in der Werft von Naikai Zosen in Onomichi auf Kiel gelegt und lief am 4. Dezember 2002 vom Stapel. Nach ihrer Ablieferung an Heartland Ferry am 23. April 2003 nahm sie im Mai 2003 den Fährdienst von Wakkanai nach Rishirifuji (über den Hafen Oshidomari) auf der Insel Rishiri und Rebun (über den Hafen Kafuka) auf der gleichnamigen Insel auf. Von Juni bis September läuft das Schiff zudem auch den Hafen Kutsugata auf Rishiri an. Das ältere Schwesterschiff der Boreas Soya ist die 2001 in Dienst gestellte und 2019 auf die Philippinen verkaufte Feelease Soya. Der Name der Fähre stammt aus der griechischen Mythologie: Boreas ist die Personifikation des Nordwinds und einer der Götter des Windes, den Anemoi.
Die Boreas Soya wird von Heartland Ferry zusammen mit den neueren Einheiten Cypria Soya und Amapola Soya betrieben, die in ihrem Entwurf und den Abmessungen ebenfalls ähnlich sind. Eine Überfahrt der Fähre von Wakkanai nach Rebun dauert knapp zwei Stunden.
In den Sommermonaten kann die Boreas Soya bis zu 550 Passagiere befördern, in den Wintermonaten liegt die Zahl bei 500 Personen. An Bord des Schiffes befinden sich auf insgesamt zwei Passagierdecks verschiedene, in Erste und Zweite Klasse eingeteilte Aufenthaltsräume, Bereiche mit Liegesitzen und ein Schlafsaal. Zudem gibt es eine kleine Lounge, in die sich Familien oder Gruppen zurückziehen können.